# Hermann Hopff
Hermann Hopff (* 16. Januar 1876; † 1953) war ein deutscher Generalleutnant der Wehrmacht.

## Leben
Hermann Hopff trat am 1. April 1896 als Fahnenjunker in die Armee ein. Am 20. Juli 1897 wurde er im Pionier-Bataillon 16 zum Leutnant befördert. 1909 wurde er als Oberleutnant (Beförderung am 11. September 1907) Adjutant der 2. Pionier-Inspektion in Mainz.
Nach dem Krieg wurde er in die Reichswehr übernommen und wurde 1923 als Major (Beförderung am 18. Mai 1920) zum Kommandeur des 2. (Preuß.) Pionier-Bataillons. Als Oberstleutnant (Beförderung am 1. Februar 1926) war er vom 1. März 1926 bis 1. März 1930 Chef des Stabes der Inspektion der Pioniere und Festungen (In 5) im Reichswehrministerium in Berlin. In dieser Position wurde er am 1. Januar 1929 zum Oberst befördert. Er kam in den Stab des Gruppenkommandos 2 nach Kassel. Von 1. Februar 1931 bis 31. Januar 1933 war er Inspekteur der Inspektion der Pioniere und Festungen (In 5). Am 1. Oktober 1932 erhielt er seine Beförderung zum Generalmajor. Nach der Übergabe der Inspektion (In 5) wurde er aus der Reichswehr verabschiedet und wurde erst später wieder für die Wehrmacht aktiviert.
Bis Mai 1931 wurde er u. a. mit dem Kronenorden 3. Klasse mit Schwertern, dem Ritterkreuz 1. Klasse des Albrechts-Ordens mit Schwertern, dem Hamburger Hanseatenkreuz, dem österreichisch-ungarisches Militärverdienstkreuz III. Klasse und dem türkischen Eisernen Halbmond ausgezeichnet.
Als Generalleutnant z. V. (Beförderung am 1. Dezember 1940) war er als Nachfolger von Generalleutnant Alfred Jacob von September 1939 bis Oktober 1942 Inspekteur der Inspektion der Eisenbahnpioniere (In 10). Anschließend wurde Hopff aus dem Heer verabschiedet.